# Síntesis de isoquinolinas de Bischler-Napieralski
El método de síntesis de isoquinolinas de Bischler–Napieralski es una reacción de sustitución electrofílica aromática de ciclización intramolecular a partir
r de β-ariletilamidas o β-ariletilcarbamatos. Fue planteada en 1893 por August Bischler y Bernard Napieralski, en afiliación con la Universidad de Zúrich. La reacción es principalmente empleada en la síntesis de 3,4-dihidroisoquinolinas, las cuales pueden ser posteriormente oxidadas a isoquinolinas. Cuando se emplea una β-inol-3-iletilamida se forma una β-carbolina.

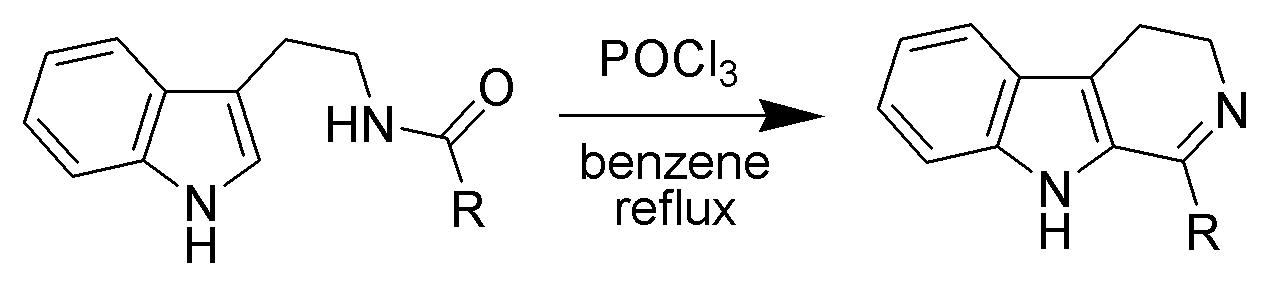
Síntesis de β-carbolinas a partir de la reacción de Bischler-Napieralski.

## Mecanismos
Se han propuesto en la literatura dos tipos de mecanismos para la síntesis de Bischler–Napieralski: 
El primer mecanismo considera que la síntesis está constituida de tres reacciones: la primera consta de la formación de un anhídrido clorofosfórico-carboximínico, la segunda de una ciclización del anillo aromático con el carbono de la imina formada, en la que se forma un O-diclorofosforilhemiaminal y la una eliminación posterior del ácido diclorofosfórico. En el mecanismo de la primera reacción, el oxígeno carbonílico de la amida ataca al fósforo del cloruro de fosforilo, en la que se forma el anhídrido clorofosfórico-carboximínico como intermediario. Por sustitución electrofílica intramolecular se cierra el anillo para formar la 1-(diclorofosforil)oxi-1,2,3,4-tetrahidroisoquinolina. Al final, el par electrónico libre del nitrógeno de la isoquinolina elimina al ácido diclorofosfórico para formar el enlace π de la 3,4-dihidroisoquinolina.

Mecanismo para la síntesis de la síntesis de Bischler-Napieralski en la que se propone una reacción en la que se forma un intermediario O-diclorofosforilhemiaminal.

La alternativa al mecanismo II propone que después de la primera reacción de adición del oxígeno carbonílico al átomo de fósforo, existe la eliminación de ácido diclorofosfórico en la que se forma un catión nitrilio como intermediario, el cual sufre el ataque del anillo aromático por sustitución electrofílica aromática. el producto es de manera directa la 3,4-dihidroisoquinolina. De acuerdo a los estudios detallados de Fodor y Nagubandi, fue posible preparar sales estables de imidoilo a temperatura ambiente que formaron sales de nitrilio con calentamiento moderado, mientras que la síntesis de Bischler-Napieralski original requiere temperaturas elevadas. Los mecanismos que involucran sales de nitrilio también implican reacciones alternas en las que se forman estirenos como productos minoritarios.  Actualmente,  se postula que variando las condiciones de reacción puede predominar un mecanismo sobre otro.

Mecanismo propuesto para la síntesis de Bischler-Napieralski en la que se forma un catión nitrilio como intermediario.

## Reactivos y condiciones
La síntesis de Bischler–Napieralski se lleva a cabo en condiciones ácidas con reflujo y requiere también de un agente deshidratane. El cloruro de fosforilo (POCl3) es ampliamente utilizado y citado para este propósito. Además, otros ácidos de Lewis como SnCl4 y BF3 en éter dietílico ha sido utilizados con fenetilamidas, mientras que el anhídrido tríflico (Tf2O) y el ácido polifosfórico (PPA) han sido utilizado con fenetilcarbamatos. El pentóxido de fósforo (P2O5) con POCl3 a reflujo es más eficaz para sustratos que carecen de grupos electrodonadores en el anillo de benceno. Otros catalizadores que se han estudiado para optimizar esta síntesis han sido mezclas de bromo molecular, fosfito de fenilo P(OPh3) y trietilamina. De acuerdo al deshidratante, es la temperatura requerida, que puede ser desde 20 hasta 100 °C.

## Reacciones relacionadas
En la síntesis de Morgan–de Paredes, el grupo vinculante entre el anillo aromático y el nitrógeno de la amida es un anillo aromático orto-sustituido. Este N-acil 2-aminobifenilo cicliza para formar una fenantridina. La síntesis de Pictet–Spengler procede de una manera similar a Bischler-Napieralski, en la que una β-arilamina forma una base de Schiff con un aldehído. 

### Síntesis de Pictet–Gams
Existen modificaciones de la síntesis de Bischler–Napieralski en la que se emplean las fenetilamidas funcionalizadas con el fin de obtener la isoquinolina directamente sin necesidad de un paso posterior de oxidación. La síntesis de Pictet–Gams es una variante en la que se emplea una β-hidroxi-β-fenetilamida. Esta síntesis Implica una deshidratación adicional bajo las mismas condiciones que la reacción de Bischler–Napieralski, dando así una isoquinolina. Esta reacción también requiere un ácido de Lewis que sea un deshidratante fuerte, como el cloruro de fosforilo o el pentóxido de fósforo.

## Efectos estructurales y alternar productos
Se han documentado variaciones documentadas de la síntesis de Bischler–Napieralski cuyos productos difieren en virtud de la estructura del sustrato inicial, la modificación de condiciones de reacción, o ambos. Por ejemplo, la búsqueda hecha por Doi y sus colegas sugiere que la presencia o ausencia de grupos electrodonadores en el sustituyente arilo de β-ariletilamidas y la proporción de deshidratación de los reactivos influyen en los patrones de cierre de anillo vía sustitución electrofílica aromática, dirigiendo a dos productos posibles (véase abajo). Otro grupo de estudio en las variaciones en la síntesis de Bischler-Napieralski ha investigado los efectos de nitro y acetales aromáticos en la que se pueden formar grupos espiro como intermediarios (vea referencias).

Un ejemplo de variación mecanística del producto en la síntesis de Bischler-Napieralski. El tratamiento de N-[2-(4-metoxifenil)-etil]-4–metoxibenzamida con POCl_{3} forma tanto el producto normal como la 7-metoxi-1-(4-metoxifenil)-3,4-dihidroisoquinolina. Al tratar exclusivamente con P_{2}O_{5} se observa una mezcla del producto normal y un producto inesperado, 6-metoxi-1-(4-metoxifenil)-3,4-dihidroisoquinolina. La formación del producto anormal está atribuida a la ciclización vía el carbono ipso en el anillo aromático para formar un compuesto espiro intermedio.